# Jane Birkin
Jane Birkin (Londres, 14 de diciembre de 1946-París, 16 de julio de 2023) fue una actriz y cantante inglesa.
Aunque sus inicios cinematográficos transcurrieron en Reino Unido tras la película de Michelangelo Antonioni Blow-up (1966) se estableció en Francia, donde conoció al que después sería su mentor, compositor y socio, Serge Gainsbourg. Una de sus primeras colaboraciones fue la canción «Je t'aime... moi non plus», que se convirtió en un éxito a nivel internacional.
En la década de 1970 intervino con notable éxito en comedias de Claude Zidi y Michel Audiard. Tras aparecer en diversos anuncios publicitarios a finales de la década de 1980, actuó en una serie de conciertos en París interpretando el repertorio que Gainsbourg había escrito para ella. En 2016 protagonizó La femme et le TGV, candidata al Óscar al mejor cortometraje de ese año.
A lo largo de su trayectoria obtuvo cinco galardones incluyendo el de mejor actriz en el Festival de Cannes (1985) y el Premio Leopardo del Festival de Locarno (2016).

## Biografía
Jane Birkin nació en el barrio londinense de Marylebone el 14 de diciembre de 1946, siendo la segunda hija del capitán de fragata David Birkin y de la actriz Judy Campbell.
En la primera mitad de los sesenta se introduce de lleno en el ambiente pop del Swinging London y debuta como actriz a los 17 años. En esa época conoce al compositor John Barry (autor del famoso tema de las películas de James Bond), quien la anima a debutar como cantante y con el que acaba casándose a los 19 años.
En la película Blow-up (1966), de Michelangelo Antonioni, protagoniza su primera escena polémica (aparece desnuda), lo que provoca un gran escándalo en su ciudad natal.

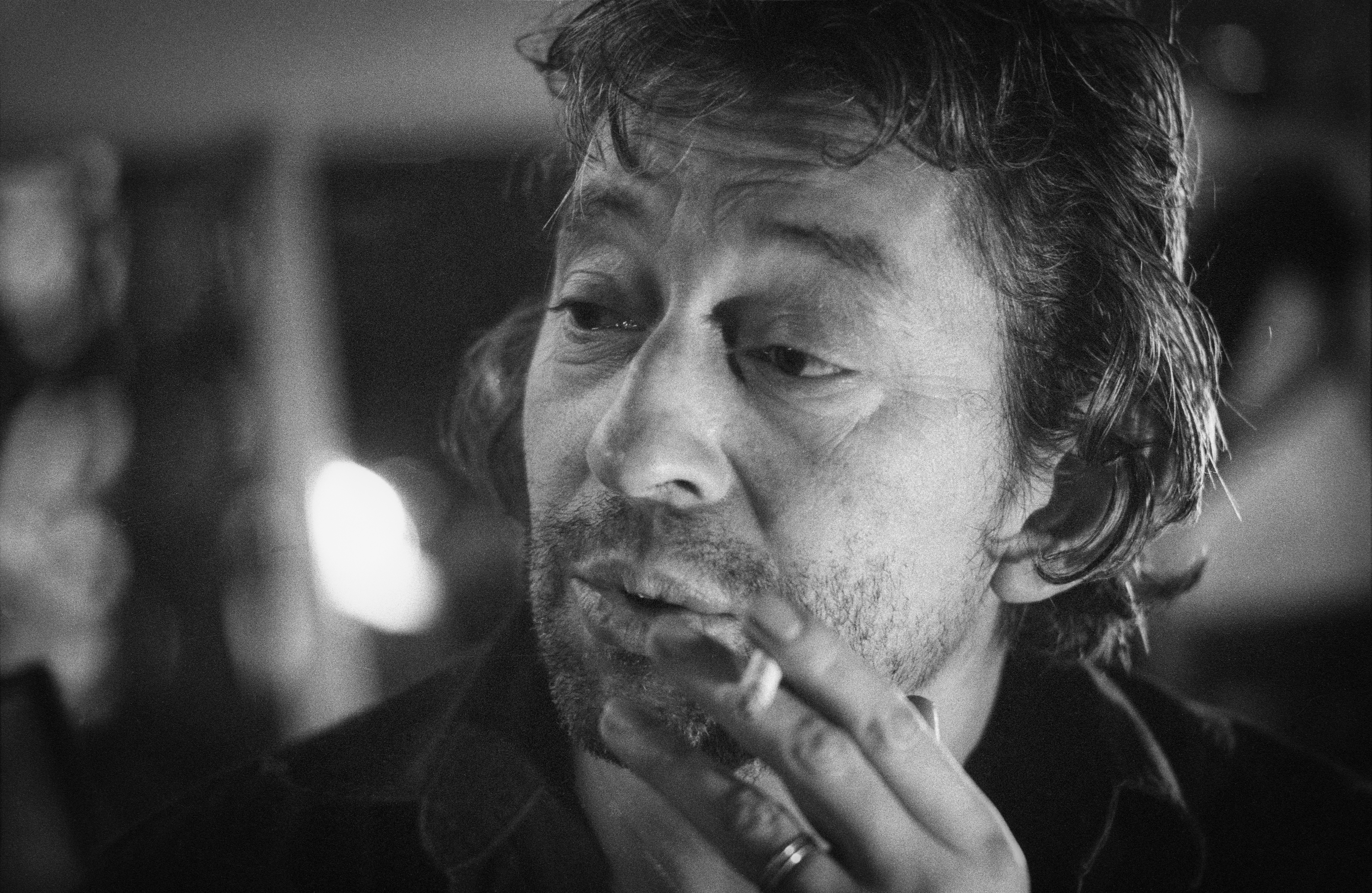
Serge Gainsbourg en 1981

Tras el fracaso matrimonial y el nacimiento de su hija Kate Barry (1967-2013) en 1967 Jane se traslada a Francia. Contratada para la película Slogan, de Pierre Grimblat, se encuentra en el set a Serge Gainsbourg, reconocido cantante y compositor francés, que ocasionalmente participa como actor (este era uno de sus primeros papeles importantes), además de ser el autor de la banda sonora.
Forma la pareja de moda de la escena parisina con Serge Gainsbourg, donde se hacen célebres en 1969 con «Je t'aime... moi non plus», canción sensual y provocadora que los jadeos de Jane haciendo el amor con su compañero convierten en un éxito mundial. En 1971 nace su hija Charlotte Gainsbourg también una actriz y cantante reconocida.
Su débil voz, siempre a punto de quebrarse, se convirtió en su marca distintiva y fue utilizada con inteligencia por Gainsbourg, que adaptó sus canciones al timbre de voz de Jane, componiendo varias obras especialmente para que ella las interpretara. Permanecieron juntos durante 12 años convirtiéndose en una pareja popular para el público y los medios. A principios de los años 1980 su vida personal y profesional sufrió un duro revés debido a su separación de Serge Gainsbourg.

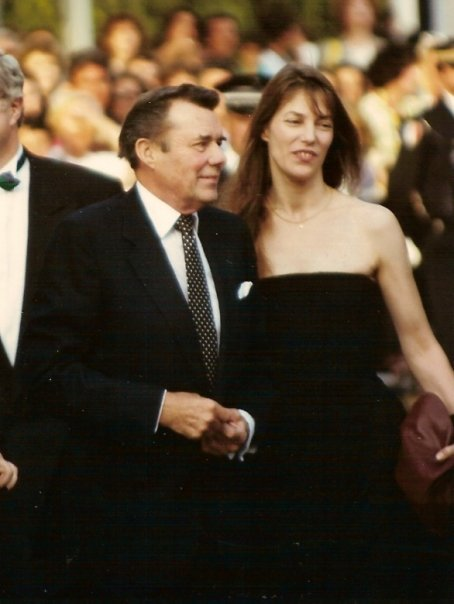
Birkin con Dirk Bogarde en 1990

Entre 1980 y 1992 mantuvo una relación sentimental con el director de cine Jacques Doillon, con quien tuvo en 1982 otra hija, Lou Doillon, también actriz.
Pese a su separación sentimental Serge Gainsbourg continuó componiendo para ella aunque el tono y estilo de sus canciones se volvieron solemnes, complejas y sutiles. Su disco Baby alone in Babylone fue un gran éxito en 1983.
En 1987 dio su primer concierto en la sala parisina Bataclan.
En marzo de 1991 Jane Birkin pierde, con unos días de diferencia, a Serge Gainsbourg (murió el 2 de marzo) y a su padre David Birkin (fallecido el 7 de marzo a los 77 años, el día del funeral de Serge). Hizo una actuación en el Casino de París en 1991 dos meses después de la muerte de Gainsbourg y le dedicó el concierto. También le rindió homenaje en Londres en septiembre de 1994 para darle reconocimiento en su tierra natal.
En 1998 publicó su primer disco sin Serge Gainsbourg, A la légère, con canciones escritas por 12 compositores contemporáneos franceses.
En 1999 Jane Birkin conoció al músico Djamel Benyelles, que orientalizó algunos de los temas de Gainsbourg como «Elisa», «Couleur Café» o «Comment te dire adieu».
En diciembre de 2013 su hija mayor, la fotógrafa británica Kate Barry, murió tras caer por una ventana de su vivienda parisina, y se sospecha que fue un suicidio.
En 2017 publicó su decimotercer álbum de estudio, Birkin-Gainsbourg le symphonique, un disco con versiones clásicas de sus canciones más famosas.
Sus nietos son Roman de Kermadec (nacido en 1987), de Kate Barry, Ben (nacido en 1997), Alice (nacida en 2002) y Jo (nacido en 2011), de Charlotte Gainsbourg, y Marlowe (nacido en 2002), de Lou Doillon.
Birkin residió principalmente en París desde finales de la década de 1960 hasta la fecha de su muerte el 16 de julio de 2023.

## Filantropía
Jane Birkin participó en diversas acciones humanitarias: portavoz de Amnistía Internacional; madrina de la Teletón en 2001; tres participaciones en el Concert des Enfoirés (en 1994, Les Enfoirés en el Grand Rex, en 1996, La Soirée des Enfoirés y en 1997, Le Zénith des Enfoirés).

## Vida personal

### John Barry
Jane dio sus primeros pasos ante las cámaras en 1964 en The Knack... y cómo conseguirlo. Durante ese rodaje conoció, a los diecisiete años, al compositor John Barry, con quien se casó a los diecinueve. Al poco tiempo, en 1967, tuvieron una hija, Kate (diseñadora de moda y posteriormente fotógrafa, que se suicidó en 2013). El matrimonio duró tres años, y más tarde se divorciaron.

### Serge Gainsbourg
Poco después, en un viaje a Francia conoció al que sería el gran amor de su vida: el cantautor Serge Gainsbourg, una de las máximas figuras del pop francés del siglo XX. Jane y Serge comenzaron así en 1968 una sociedad creativa que se extendió durante dos décadas. Jane Birkin y Serge Gainsbourg –ese poeta maldito, eternizado con su voz ronca y sus Gitanes en primer plano en la portada de sus discos– se transformaron en una pareja que encandiló a su generación. Nada de lo que hacían pasaba inadvertido. De esa relación con Gainsbourg nació la actriz y cantante Charlotte Gainsbourg. La pareja se separó  a principios de los años 80, pero siguieron haciendo canciones juntos hasta el fallecimiento de Serge en 1991.

### Jacques Doillon
De la relación con su tercera pareja, el director de cine francés Jacques Doillon, nació su hija, la música, actriz y modelo Lou Doillon, en 1982.

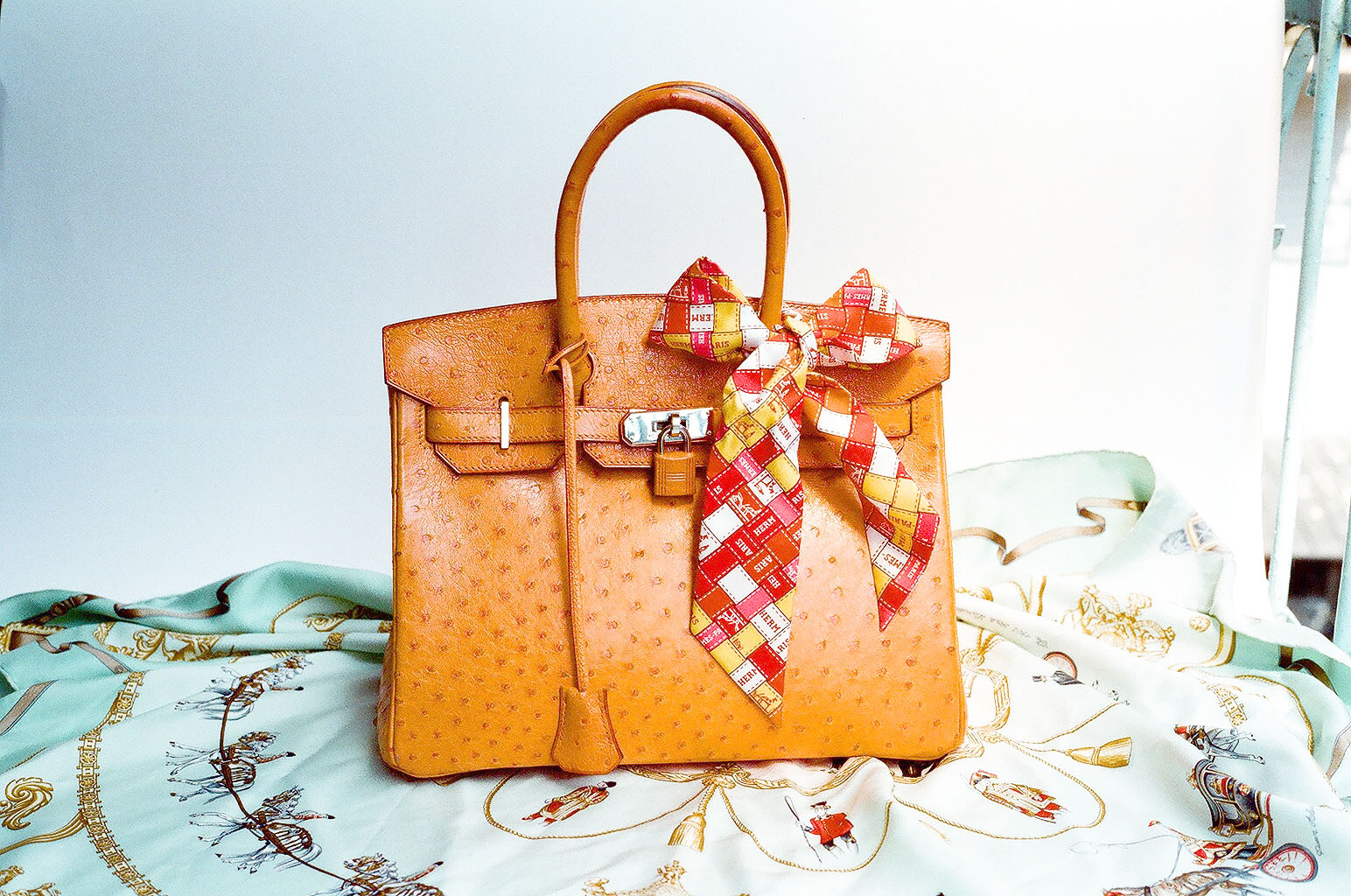
Hermès Ostrich Bolso Birkin

## Filmografía parcial

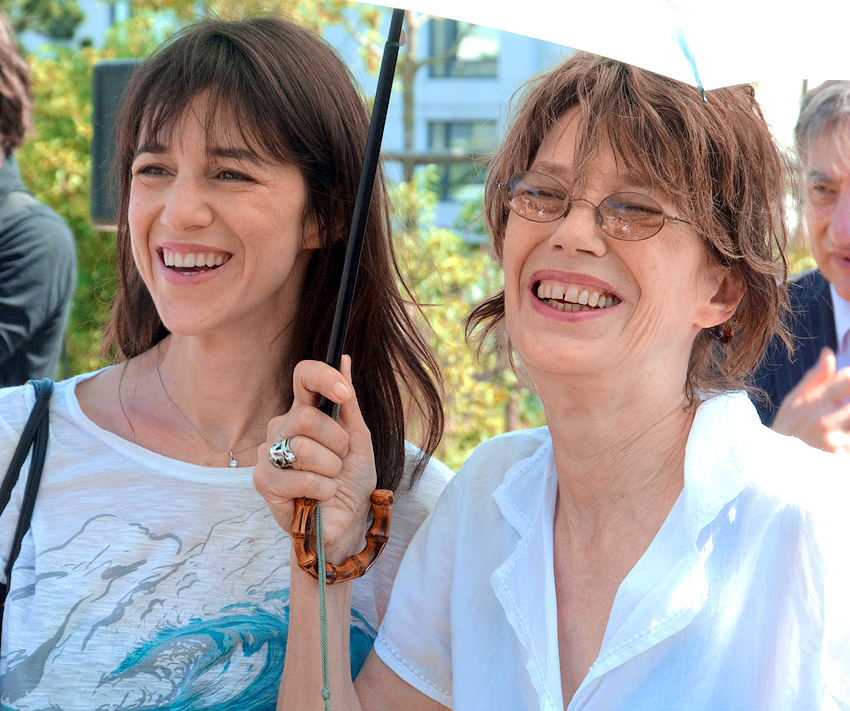
Charlotte Gainsbourg y Jane Birkin en 2010

- The Knack... and How to Get It (1965)
- Blow-Up (1966)
- Slogan (1967)
- Wonderwall (1968)
- La piscina (1969)
- Los caminos prohibidos de Katmandú (1969)
- Demasiado bonitas para ser honestas (1972)[14]
- Je t'aime moi non plus (1976)
- Muerte en el Nilo (1978)
- La miel (1979)
- Muerte bajo el sol (1981)
- Desventuras de un policía (1983)
- El amor por tierra (1984)
- Dust (1985)
- Kung-fu Master (film) (1987)
- Jane B. par Agnès V. (1987)
- On connaît la chanson
- La hija de un soldado nunca llora (1998)
- Merci Docteur Rey (2002)

## Discografía
- 1969 - La Chanson du Slogan
- 1973 - Di Doo Dahs
- 1975 - Lolita Go Home
- 1978 - Ex-Fan des Sixties
- 1983 - Baby Alone en Babylone
- 1987 - Lost Songs
- 1987 - Jane Birkind au Bataclan
- 1990 - Amours des feintes
- 1992 - Jane Beak.
- 1992 - Intégrale au Casino de Paris
- 1996 - Versions Jane
- 1996 - Intégrale à l'Olympia
- 1998 - The Best Of the floor
- 1999 - À la legère
- 2002 - Arabesque
- 2004 - Rendezvous
- 2006 - Fictions
- 2008 - Enfants d'Hiver
- 2020 - Oh, pardon, tu dormais

## Vídeo
- Arabesque. Voyage (1DVD + 1CD). Capitol, 2002-2004.

## Condecoraciones
- En 1989 rechazó la Légion d'honneur (Francia).
- En 2001 fue condecorada como caballero de la Orden del Imperio Británico por la reina Isabel II (Reino Unido).
- En 2004 fue nombrada Chevalier de l'Ordre national du mérite por el ministro francés de Asuntos Exteriores.
- También fue nombrada Chevalier des Arts et Lettres (Francia).